# Amber Gold

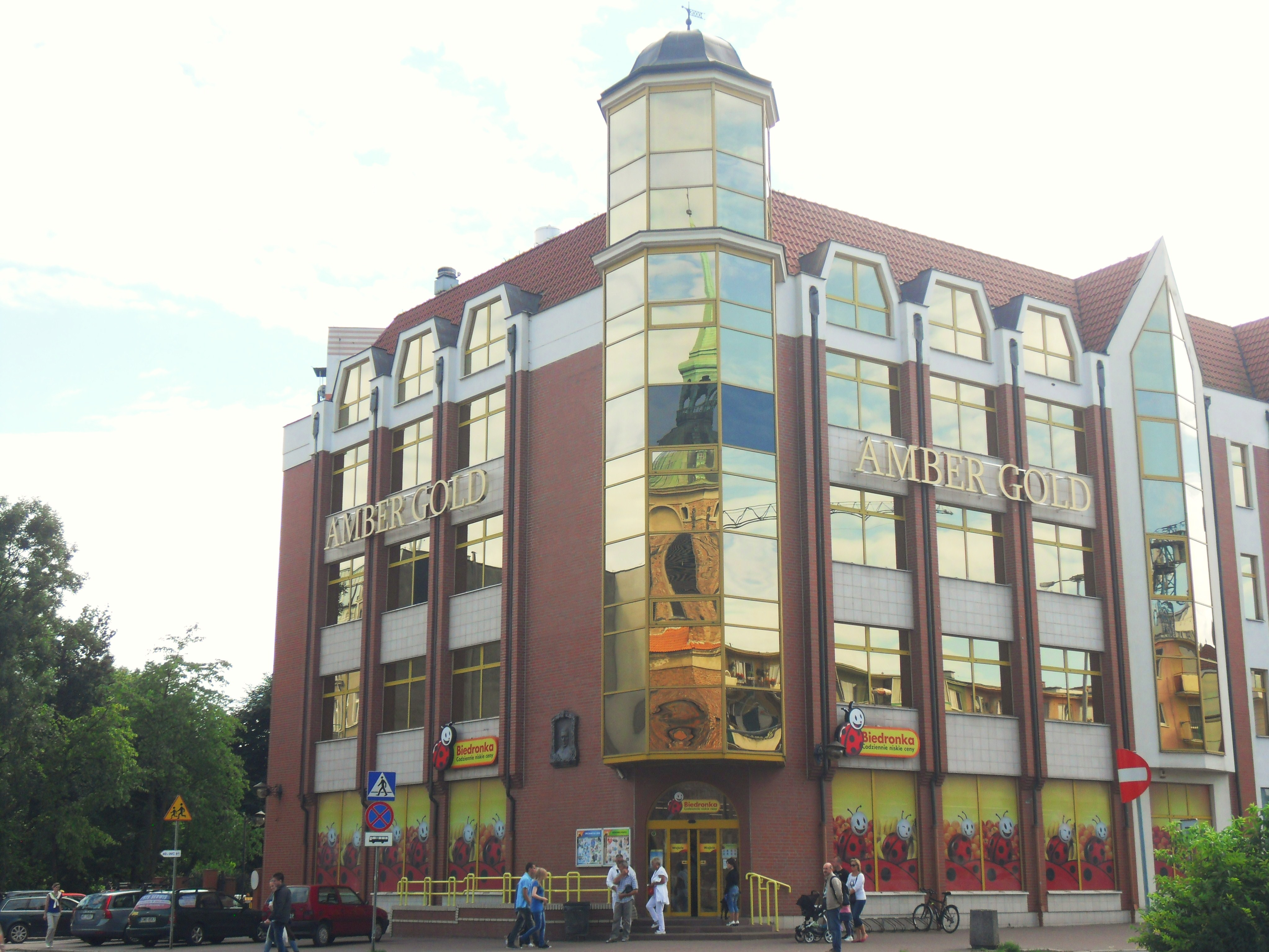
Die Zentrale von Amber Gold in Danzig

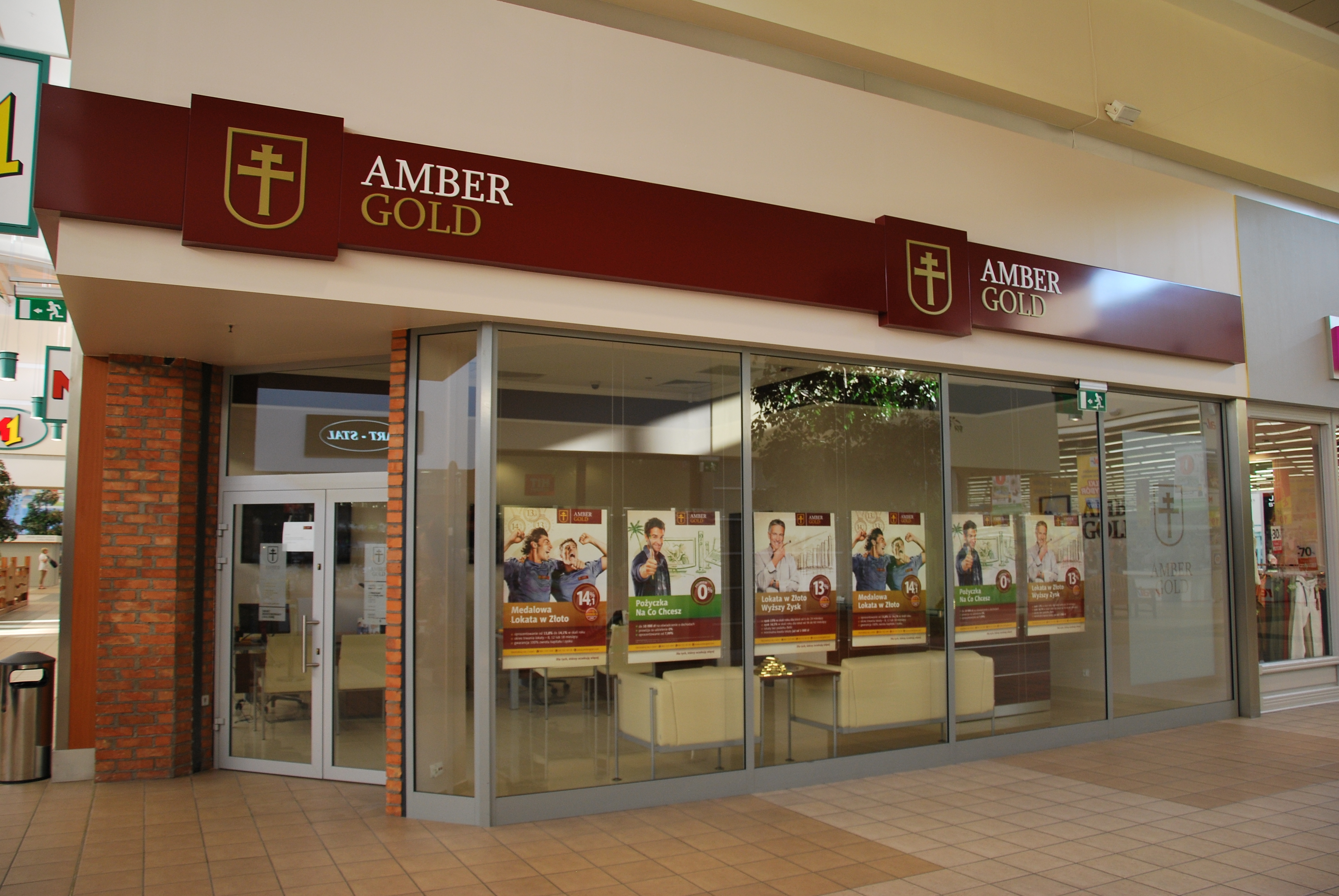
Eine von den landesweit 60 Zweigstellen von Amber Gold

Die Amber Gold Sp. z o.o. ist ein im Jahr 2009 gegründetes, polnisches Finanzdienstleistungsunternehmen mit Sitz in Danzig, das angeblich auf Anlagegold und andere Edelmetalle spezialisierte Investmentfonds betrieb. Amber Gold war Hauptgesellschafter und damit wichtigster Investor der Fluggesellschaften OLT Express Germany, OLT Express Poland und OLT Express Regional. Die Gesellschaft, deren Geschäftsmodell auf einem Anlagesystem mit Schneeballcharakter basierte, meldete im August 2012 Insolvenz an und wird derzeit abgewickelt. Tausende von Anlegern verloren vermutlich einen Großteil der getätigten Einlagen. Die Staatsanwaltschaft ermittelt seit Juli 2012 unter anderem wegen Verstoßes gegen das polnische Bankengesetz, wegen Betrugs und der Geldwäsche. Der Firmengründer wurde in Haft genommen. Infolge der medienwirksamen Firmeninsolvenz kam es zu parlamentarischen Erörterungen zur staatlichen Aufsicht von Schattenbanken (in Polen "Parabanken" genannt) sowie zur Beteiligung des Sohnes des aktuellen Ministerpräsidenten Donald Tusk an den Aktivitäten von Amber Gold.

## Geschichte
Im Januar 2009 im Danziger Handelsregister als Grupa Inwestycyjna „EX“ registriert, änderte die Gesellschaft im Juli 2009 ihre Firmierung in Amber Gold. Gesellschafter waren die Eheleute Plichta. Das Unternehmen vermarktete sich in einer landesweiten Werbekampagne als ersten polnischen Betreiber von auf Edelmetallanlage und -Handel spezialisierte Investmentfonds. In Presseanzeigen und auf Billboards wurden Garantierenditen von bis zu 14 % beworben. 
Schon im Jahr 2010 warnte die polnische Finanzmarktaufsicht KNF (Komisja Nadzoru Finansowego) auf ihrer Webseite, dass Amber Gold über keine Banklizenz verfüge und bereits im Dezember 2009 soll sie die zuständige Staatsanwaltschaft in Danzig über ein vermutetes Schneeballsystem informiert haben. Angeblich aufgenommene Ermittlungen führten jedoch wegen der vorgeblichen Komplexität des Falles zu keiner Einschränkung des Geschäftsbetriebes oder der progressiven Kundenwerbung. Erst im Juli 2012 wurden von dem nun mit den Ermittlungen beauftragten polnischen Inlandsgeheimdienst Schritte gegen das Unternehmen eingeleitet, die zu einer Kontenblockade und der am 13. August 2012 erfolgten Insolvenzeröffnung über Amber Gold führten. Sämtliche Zweigstellen des Unternehmens wurden geschlossen.
Nach eigenen Angaben hatte Amber Gold rund 50.000 Kunden, die wirkliche Zahl wird niedriger geschätzt. Wurde zunächst von etwa 80 Millionen Złoty vereinnahmtem Geldvermögen gesprochen, geht man zwischenzeitlich von etwa 140 Millionen Złoty aus. Amber Gold beschäftigte rund 400 Mitarbeiter. Die Rechtsanwaltskanzlei Chałas i Wspólnicy bereitet eine Sammelklage gegen Amber Gold vor. 
Infolge des im Sommerloch 2012 medial weithin ausgeschlachteten Vorfalles beschuldigte die Opposition die Regierung, den Generalstaatsanwalt sowie den Justizminister, nichts unternommen zu haben, um den polnischen Anlegern (meist ältere Menschen) einen Verlust ihrer Ersparnisse zu ersparen. Die Regierung verwies darauf, dass es nicht ihre Sache sei, Anzeigen nachzugehen, sondern die lokal zuständige Staatsanwaltschaft Fehler gemacht habe. Seit dem 16. August 2012 beschäftigt sich allerdings auch das im Jahr 2008 gegründete Komitee zur Finanzstabilität (Komitet Stabilności Finansowej) mit dem Fall.

### OLT Express-Fluggesellschaften
Im Rahmen der Ermittlungen gegen Amber Gold und der erfolgten Kontensperrungen konnte die Gesellschaft ihre defizitären OLT Express-Fluggesellschaften nicht weiter finanzieren. Zunächst stellte Ende Juli die OLT Express Regional ihren Flugbetrieb ein, die OLT Express Poland folgte einige Tage später. Die geleasten Flugzeuge wurden an die Leasingpartner zurückgegeben. Obschon nur einige Monate aktiv im polnischen Markt, waren die beiden polnischen Billiggesellschaften zu einem ernsten Konkurrenten der größten polnischen Fluggesellschaft LOT geworden, und hatten diese zu deutlichen Preissenkungen auf parallel betriebenen Strecken gezwungen.

### Sponsoring
Amber Gold unterstützte den derzeit produzierten Film von Andrzej Wajda zum Leben Lech Wałęsas. Abgeordnete der Partei Solidarna Polska forderten den Filmproduzenten Akzon Studio auf, erhaltene Gelder an die betrogenen Kunden der Amber Gold zurückzuzahlen. Auch der Danziger Zoo erhielt eine Zuwendung von Amber Gold.

### Marcin Plichta
Gründer und Geschäftsführer von Amber Gold war der 1984 geborene Marcin Plichta. Bereits im Jahr 2008 war er – unter dem Namen Marcin Stefanski – wegen Veruntreuung mit seinem damaligen Finanzdienstleistungsunternehmen Multikasa zu einer Haftstrafe auf Bewährung verurteilt worden. Daraufhin nahm er den Namen seiner Frau an. Auch im Juni 2010 wurde er wegen Krediterschleichung bei der GE Bank in 57 Fällen auf Bewährung verurteilt.
Die Staatsanwaltschaft Danzig erhob am 17. August 2012 Anklage gegen Plichta in sechs Punkten. Zu den Vorwürfen gehört das Betreiben von Bankgeschäften ohne Lizenz, der ungenehmigte Devisenhandel sowie die Vorlage gefälschter Dokumente bei der Eintragung in das Handelsregister. Der Angeklagte gab seinerseits zu, den Jahresabschluss 2011 nicht eingereicht zu haben. Zunächst nur unter polizeiliche Aufsicht gestellt, wurde er am 29. August 2012 verhaftet. Bei einer Durchsuchung von Geschäftsräumen der Amber Gold und privater Wohnsitze Plichtas und seiner Frau Katarzyna wurden rund 500 Aktenordner, elektronische Datenträger sowie Edelmetall im Wert von etwa 11 Millionen Złoty (57 Kilogramm Gold, 1 Kilogramm Platin und 1 Kilogramm Silber) sichergestellt.
Im März 2016 begann in Danzig ein weiterer Prozess gegen Marcin und Katarzyna Plichta. Beide sind angeklagt, über ein Schneeballsystem bis zu 19.000 Kleinanleger um insgesamt 200 Millionen Euro betrogen zu haben. Sie hatten den Anlegern versprochen, das Geld in Edelmetalle zu investieren.

### Michał Tusk
Der 1982 geborene Sohn des polnischen Ministerpräsidenten Donald Tusk, Michał, war PR-Berater der Fluggesellschaft OLT Express. Diese Tätigkeit wird als ein möglicher Interessenskonflikt zu einer Tätigkeit beim Flughafen in Danzig ausgelegt. Die Aussage Donald Tusks, er habe seinem Sohn von einer Zusammenarbeit mit Unternehmern, die vorbestraft seien, abgeraten, wurde außerdem von verschiedenen Medien kritisch aufgegriffen. Der ehemalige Regierungschef steht danach im Verdacht, schon früher als die betrogenen Anleger von einem möglichen Bankrott gewusst zu haben.